# Le sexy goditrici
Le sexy goditrici (Les chatouilleuses) è un film del 1974 diretto da Jesús Franco (sotto lo pseudonimo di Clifford Brown).
Film erotico noto anche con il titolo Les nonnes en folie, fu girato a Cascais, in Portogallo, insieme a Les emmerdeuses e L'homme le plus sexy du monde.
Il carattere generale del film è quello di una farsa. I personaggi maschili sono ridotti a caricature e quelli femminili, capeggiati da un'incontenibile Lina Romay, si esibiscono in scene di sesso più esilaranti che erotiche. Il gioco dei travestimenti, con le prostitute in abito da suora, offre il destro a Franco di dar sfogo al suo spirito più irriverente, come nella parodia dell'Ave Maria, aperta dai versetti

## Trama
Una cittadina di provincia nell'America Centrale, intorno al 1915. I controrivoluzionari arrestano il capo dei ribelli, Carlos Ribas, mentre si trova in un bordello francese gestito da Madame Simone. Quanto alle ragazze, sono messe a forza su un carro e inviate a sostenere il morale delle truppe governative. Strada facendo tuttavia si rivoltano e trovano rifugio in un ex convento di monache carmelitane, accolte di buon grado dal guardiano sciancato.
Nel seguire le loro tracce, il generale Pancho López giunge al convento, tanto che le ragazze si trovano a dover celebrare una messa. Per nulla insospettito dalle strane licenze al testo latino della funzione, Pancho López decide di lasciare a protezione delle religiose un presidio di due uomini, immediatamente sedotti dalle finte suore.
Frattanto la notizia della condanna di Carlos Ribas, il più bello e generoso dei loro clienti, getta le ragazze nella costernazione. Loulou decide allora di travestirsi da zorro e rapire il figlio del governatore per chiedere in cambio la liberazione del ribelle. Il piano ha successo e Ribas viene nascosto nel convento, dopo avergli fatto indossare l'abito monacale. Proprio quando l'interesse di Pancho López per la nuova suora porta a scoprire il travestimento, giunge la notizia che i rivoluzionari sono tornati al potere. Alle ragazze non rimane che riprendere il carro e ripartire verso nuove avventure. Al convento rimangono solo il guardiano e una ragazza in gravidanza avanzata.

## Produzione

### Soggetto e sceneggiatura
Il soggetto, d'impianto boccaccesco, è opera del regista, mentre la sceneggiatura fu affidata al critico cinematografico Alain Petit, che ci lavorò mentre era impegnato a seguire il Festival di Cannes. Ricorda Petit: «Jess mi inviava giorno per giorno ciò che dovevo riscrivere e io gli dovevo inviare il risultato il giorno dopo.»
Les chatouilleuses è dunque uno dei pochi film francesi girato da Franco all'inizio degli anni settanta a basarsi su una sceneggiatura in piena regola. Ricorda l'attrice Monica Swinn: «We had a real script, typed up with dialogue and everything! The height of luxury!» Ma il lusso si esauriva nella sceneggiatura, dato che il film fu girato in 16 mm. con un budget infimo.

## Distribuzione

### Edizione italiana
La versione edita in Italia, uscita col titolo Le sexy goditrici, dura 67 minuti, contro i 118 della versione francese, e nella tradizione dell'epoca contiene incongruenti inserti hard, soprattutto pubici, nonché una colonna sonora completamente diversa, che include tra l'altro praticamente tutta Atom Heart Mother dei Pink Floyd, oltre a Eine kleine Nachtmusik di Mozart e Lady Magnolia di Piero Umiliani. La trama diviene pertanto solo un pretesto per una serie di numeri di sesso. I pochi dialoghi conservano tuttavia l'impronta demenziale dell'originale francese e soprattutto non si perde la filastrocca latina delle monache.

### Edizioni video
Il film è stato pubblicato in VHS da Videobox in Belgio.